# 中川町 (名古屋市)
中川町（なかがわちょう）は、愛知県名古屋市港区の地名。

## 歴史

### 町名の由来
中川運河に由来する。

### 沿革
- 1925年（大正14年）4月1日 - 南区築地・熱田前新田の各一部により、同区中川町が成立[3]。
- 1937年（昭和12年）10月1日 - 港区編入に伴い、同区中川町となる[3]。
- 1947年（昭和22年）5月10日 - 一部が名港通・港楽町・港栄町にそれぞれ編入される[4]。
- 1973年（昭和48年）10月20日 - 一部が港栄四丁目・港楽三丁目[4]・浜一丁目・名港一丁目[5]にそれぞれ編入される。
- 1974年（昭和49年）12月9日 - 一部が西倉町・浜一丁目[5]・港栄四丁目[4]にそれぞれ編入される。以降、一部が名古屋市道梅ノ木線に残る[2]。